# Брус Мекларен
Брус Лесли Мекларен (енгл. Bruce Leslie McLaren; 1937−1970) био је новозеландски возач и дизајнер тркачких аутомобила. Његово име живи у називу Формула 1 тима Мекларен, који је један од четири највећа Формула 1 тима (тзв. Велика четворка).

## Биографија
Брус Мекларен је рођен 30. августа 1937. године у Окланду, Нови Зеланд. Његови родитељи, Лес и Рут, су поседовали ауто-сервис и радионицу. Брус је већину свог слободног времена проводио у њој. Са 11 година је оболео у куку, што је за последицу оставило да је Брус имао једну ногу краћу и да је често шепао. Са првим ауто-тркама је почео са 14 година. Прву трку Формуле 1 возио је 1958. године, а учествовао је и на тркама 24 часа Ле Мана.
Погинуо је 2. јуна 1970. у Енглеској.

## Тркачка каријера
Брус је са својих 14 година учествовао на својим првим аутутркама возећи стари аутомобил који је претходно његов отац успешно поправио. Врло брзо се усавршавао и као возач, али и у усавршавању аутомобила. У сезони 1957. био је један од најбољих возача на Новом Зеланду. Следеће године се упознао са Џек Брабамом, који је приметио његове потенцијале. То је довело до тога да Брус почне да вози у Формула 1 такмчењу. Прва трку му је била ВН Немачке 1958. године, вожена 3. августа 1958. године. На трци је освојио пето место, али по тадашњем систему бодовања то није било довољно за освајање поена. Већ у наредној сезони, 12. децембра 1959, Брус Мекларен је освојио своју прву гран при победу. Освојио је Велику награду Сједињених Држава, оставивши иза себе знатно искусније великане тог времена: Фил Хила, Џека Брабама, Волфганга фон Трипса, Стирлинга Моса и друге.
Његова најуспешнија сезона је била 1963. када се у 9 трка чак 5 пута пео на подијум, а те сезоне је освојио једну од најчувенијих трка Формуле 1 - ВН Монака. Сезону је завршио као трећи. Године 1966. Брус Мекларен је учествовао у тркама Формуле 1 са сопственим тимом - Брус Мекларен мотор рејсинг. Тај тим је 1981. године трансформисан у тим Мекларен. После две сезоне слабих резултата, у тим је 1968. године дошао још један новозеланђанин Дени Хјум, који је сезону пре тога освојио шампионску титулу. Те сезоне је Брус остварио, испоставило се своју последњу гран при победу. Освојио је ВН Белгије, 9. јуна 1968. године.
Иако није освојио ниједну велику награду, и следећа сезона 1969. је била успешна за Бруса. Завршио је као трећи у генералном пласману.

## Погибија
Брус Макларен је погинуо 2. јуна 1970. на стази Гудвуд у јужној Енглеској, тестирајући своје нове возило. Задњи део возила је изгубио стабилност, што је довело до губитка силе приањања на целом возилу. Возило је излетело са стазе и ударило у бункер који је коришћен за заставе. Спортски коментатор тог врмена Јанг, је откоментарисао ову трагичну вест речима да је Брус Мекларен практично сам исписао свој епитаф у својој књизи „Из кокпита“ (енгл. From the cockpit) објављеној 1964. године. Тада је Брус, коментаришући погибију свог тимског колеге Тимија Мејера записао:
Односно у преводу „Вест да је умро, одмах је била страшан шок за све нас, али ко ће рећи да он није видео више, учинио више и научио више у својих неколико година него што многи људи ураде за цео свој век? Учинити нешто добро је толико вредно, тако да умрети покушавајући то учинити боље, није лудо одважно. Било би траћење живота неучинити ништа са својом способношћу, јер осећам да се живот мери успесима, а не само годинама.“